# 심리적 통증

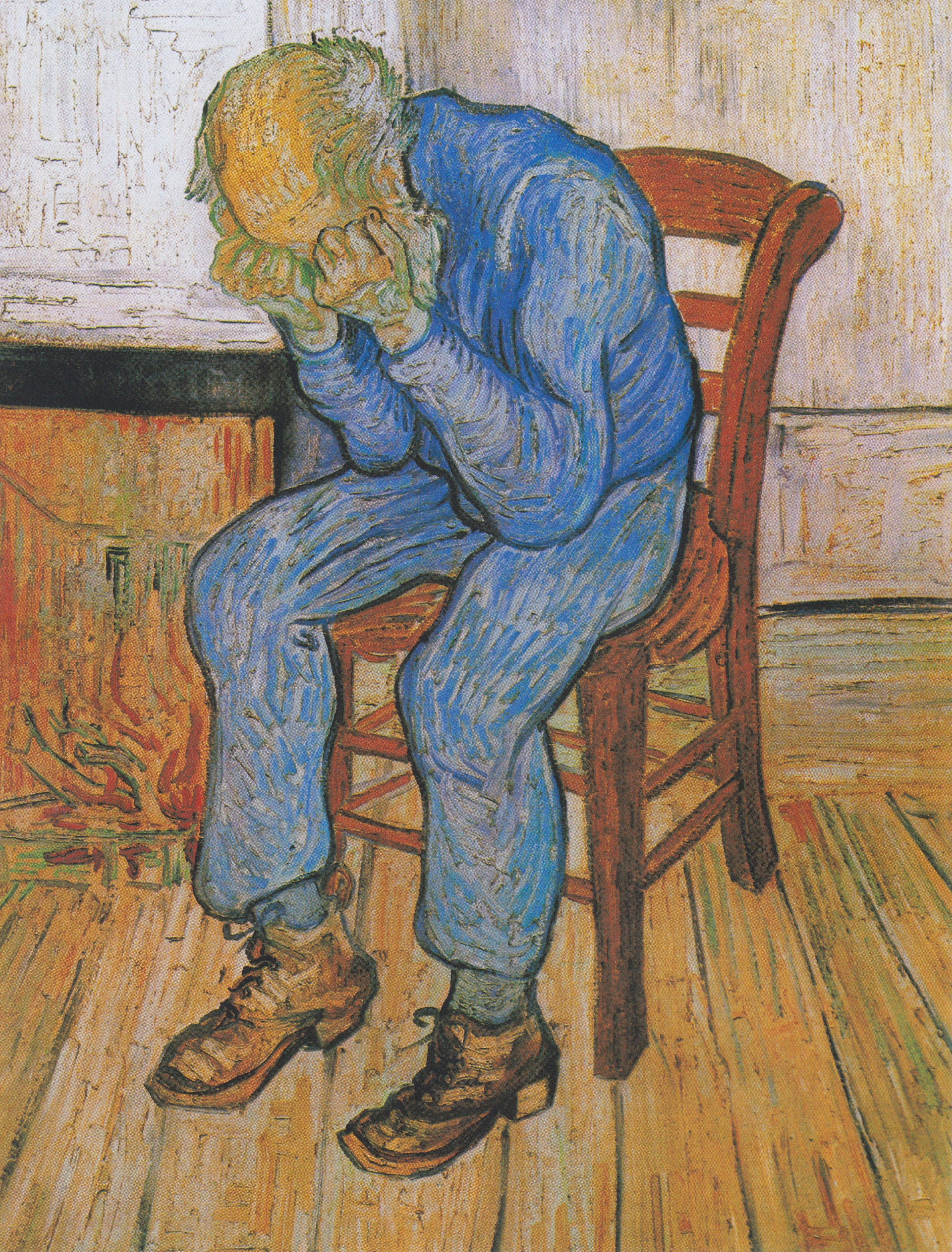

심리적 통증(Psychological pain), 심리적 고통, 정신적 고통, 정서적 고통은 심리적, 비육체적 기원의 불쾌한 느낌(고통)이다. 자살학 분야의 선구자인 에드윈 슈나이드먼은 이를 "인간으로서 얼마나 상처를 입혔는가. 이것이 정신적 고통이다."라고 설명했다. 심리적 고통을 언급하는 방식은 다양하며, 다른 단어를 사용하는 것은 일반적으로 정신 생활의 특정 측면에 대한 강조를 반영한다. 기술적인 용어에는 알고정신증(algopsychalia)과 정신통(psychalgia)이 포함되지만 정신적 고통, 정서적 고통, 정신적 고통, 사회적 고통, 영적 또는 영혼의 고통이라고도 불릴 수 있다. 이것들은 분명히 동등한 용어는 아니지만, 심리적 고통, 정신적 고통, 감정적 고통, 고통에 대한 이론과 모델을 체계적으로 비교한 결과 각각은 근본적으로 불쾌한 감정을 묘사하는 것으로 결론지었다. 심리적 고통은 인간 존재의 피할 수 없는 측면으로 널리 알려져 있다.
심리적 고통에 대한 다른 설명으로는 "부정적인 감정을 동반하는 자기 및 그 기능의 부정적인 변화에 대한 인식으로 특징지어지는 광범위한 주관적 경험", "광범위한 주관적 경험...종종 국소적이고 육체적인 고통과 구별되는 것"이 있다. 유해한 신체적 자극과 관련된", "자신의 무능력이나 결핍에 대한 부정적인 평가로 인해 발생하는 지속적이고 지속 불가능하며 불쾌한 감정"이다.

## 같이 보기
- 정서
- 심적외상
- 심신의학